# Список лучших альбомов США 2015 года (Billboard)

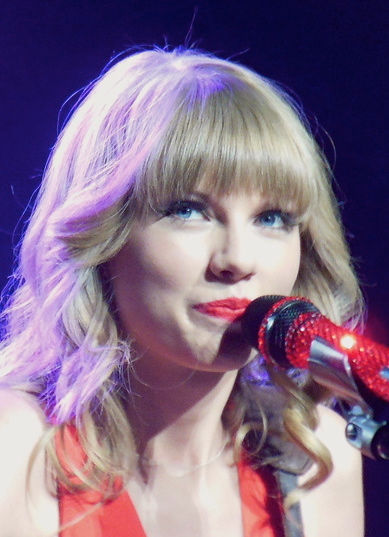
Альбом «1989» американской певицы Тейлор Свифт стал № 1 в чарте Year End Charts и лучшим по продажам в США за весь календарный год.

Список лучших альбомов США 2015 года (Billboard Year End Charts) — итоговый список наиболее популярных альбомов журнала Billboard по данным продаж за 2015 год.

## Общие сведения
Традиционно, итоговый список Top Billboard 200 Albums (Year End Charts) подсчитывается по финансовым результатам с ноября по ноябрь, поэтому вышедшие в конце года альбомы в формально итоговый чарт не попали (например, диск 25, побивший многие рекорды продаж).

## История
| Место | Альбом                                 | Исполнитель               | Примечания                                              |
| ----- | -------------------------------------- | ------------------------- | ------------------------------------------------------- |
| 1     | «1989»                                 | Тейлор Свифт              | #1 Digital Albums                                       |
| 2     | «X»                                    | Эд Ширан                  | #3 Digital Albums                                       |
| 3     | «In the Lonely Hour»                   | Сэм Смит                  | #10 Digital Albums                                      |
| 4     | «If You're Reading This It's Too Late» | Дрейк                     | #1 R&B/Hip-Hop Albums, #1 Rap Albums, #2 Digital Albums |
| 5     | «Title»                                | Меган Трейнор             |                                                         |
| 6     | «V»                                    | Maroon 5                  |                                                         |
| 7     | «The Pinkprint»                        | Ники Минаж                | #4 R&B/Hip-Hop Albums                                   |
| 8     | «Forest Hills Drive»                   | J. Cole                   | #2 R&B/Hip-Hop Albums, #2 Rap Albums? #4 Digital Albums |
| 9     | «Fifty Shades of Grey»                 | #5 Digital AlbumsMaroon 5 | #1 Soundtracks                                          |
| 10    | «Four»                                 | One Direction             |                                                         |